# Lijst van Homalonychidae
Deze pagina beschrijft alle soorten spinnen uit de familie der Homalonychidae.

## Homalonychus
Homalonychus Marx, 1891
- Homalonychus raghavai B.H. Patel & Reddy, 1991[3]
- Homalonychus selenopoides Marx, 1891[2]
- Homalonychus theologus Chamberlin, 1924[4]